# Andrej Markov (ishockeyspelare)
Andrej Viktorovitj Markov, ryska: Андрей Викторович Марков, född 20 december 1978 i Voskresensk, Moskva oblast, är en rysk–kanadensisk professionell ishockeyspelare som sedan 2000 spelar i NHL-laget Montreal Canadiens.
Markov valdes i sjätte rundan som 162:a spelare totalt i 1998 års NHL-draft av Montreal Canadiens och debuterade i NHL två säsonger senare. Under NHL-lockouten 2004–05 spelade han i Dynamo Moskva. Säsongen 2007–08 deltog han för första gången i NHL:s All-Star match där han var uttagen i förstafemman.
Med det ryska landslaget har Markov bland annat vunnit ett VM-guld 2008 och två VM-brons 2005 och 2007. I VM 2007 blev han utsedd till turneringens bästa back och uttagen i turneringans All-Star lag.